# President Lincoln and Soldiers’ Home National Monument
President Lincoln and Soldiers' Home National Monument oder President Lincoln's Cottage at the Soldiers' Home ist eine Gedenkstätte vom Typ eines National Monuments in Washington, D.C. Sie wurde im Jahr 2000 von Präsident Bill Clinton eingerichtet und ist nach Umbaumaßnahmen seit Februar 2008 für die Öffentlichkeit zugänglich. Die Gedenkstätte wird vom National Trust for Historic Preservation in Verbindung mit dem Armed Forces Retirement Home und mit Beratung durch den National Park Service verwaltet.

## Geschichte
Das Haus im der Viktorianischen Architektur zuzurechnenden Neugotischen Stil wurde 1842/43 für den Bankier George Washington Riggs errichtet. 1851 wurde es Teil des neugegründeten Armed Forces Retirement Home, einem Altersheim für obdachlose und behinderte Veteranen des Mexikanisch-Amerikanischen Kriegs von 1846 bis 1848. Es liegt auf einem Hügel etwa 5 km nordöstlich des Weißen Hauses zwischen zwei Ehrenfriedhöfen der US-Armee.
James Buchanan war der erste Präsident, der das Haus im Sommer als offiziellen Wohnsitz nutze, um dem drückenden Klima im Tal des Potomac Rivers zu entgehen. Sein Nachfolger Abraham Lincoln setzte die Tradition fort und verbrachte die Sommer der Jahre 1862–64 in dem Gebäude. Auch die späteren Präsidenten Rutherford B. Hayes und Chester A. Arthur nutzten das Cottage.
Am 11. Februar 1974 wurde das Haus als Baudenkmal in das National Register of Historic Places aufgenommen. Das Gebäude ist heute vorwiegend dem Andenken Lincolns gewidmet, weil er hier die Emanzipations-Proklamation entwarf, das Dokument zur Abschaffung der Sklaverei in den Vereinigten Staaten.